# Clément Estériola
Pas d'image ? Cliquez ici

a Compétitions nationales et continentales officielles uniquement.

Dernière mise à jour le 18 mai 2023.
Clément Estériola, né le 9 décembre 1990, est un joueur français de rugby à XV évoluant au poste de talonneur.

## Carrière
Originaire de Névian dans l'Aude, c'est à quelques kilomètres de là que Clément Estériola entame sa formation au sein du RC Narbonne.
Il fait ses débuts professionnels sous le maillot orange et noir lors de la saison 2011-2012 de Pro D2. Après deux saisons passées à Narbonne, il décide de quitter le club et de rejoindre le voisin de l'US Carcassonne. Cependant il ne passera qu'une saison là-bas puisqu'en 2014 il s'engage avec le club du FC Auch.
Après trois saisons dans le Gers, il signe son retour à Narbonne pour la saison 2017-2018. Néanmoins, son club échoue à se maintenir et se voit relégué en Fédérale 1 à l'issue de la saison. Clément Estériola quitte donc une nouvelle fois Narbonne pour rejoindre un club rival, l'AS Béziers.
À Béziers il joue durant six saisons et s'impose comme un joueur important de l'effectif rouge et bleu. En 2023 il quitte l'Hérault à la fin de son contrat pour retourner dans son club formateur du RC Narbonne qui évolue alors en Nationale. Dès sa première saison sous le maillot orange et noir, Clément Estériola atteint la finale du championnat et dispute le premier barrage d'accession de l'histoire entre la Pro D2 et la Nationale.
Il est depuis 2019 co-président du club de rugby de Corbières XV, qui évolue alors en Régionale 1.